# Kallima trebonia
Kallima trebonia är en fjärilsart som beskrevs av Hans Fruhstorfer 1909. Kallima trebonia ingår i släktet Kallima och familjen praktfjärilar. Inga underarter finns listade i Catalogue of Life.